# 関門海峡

関門海峡周辺の空中写真。
2009年4月29日撮影の240枚を合成作成。

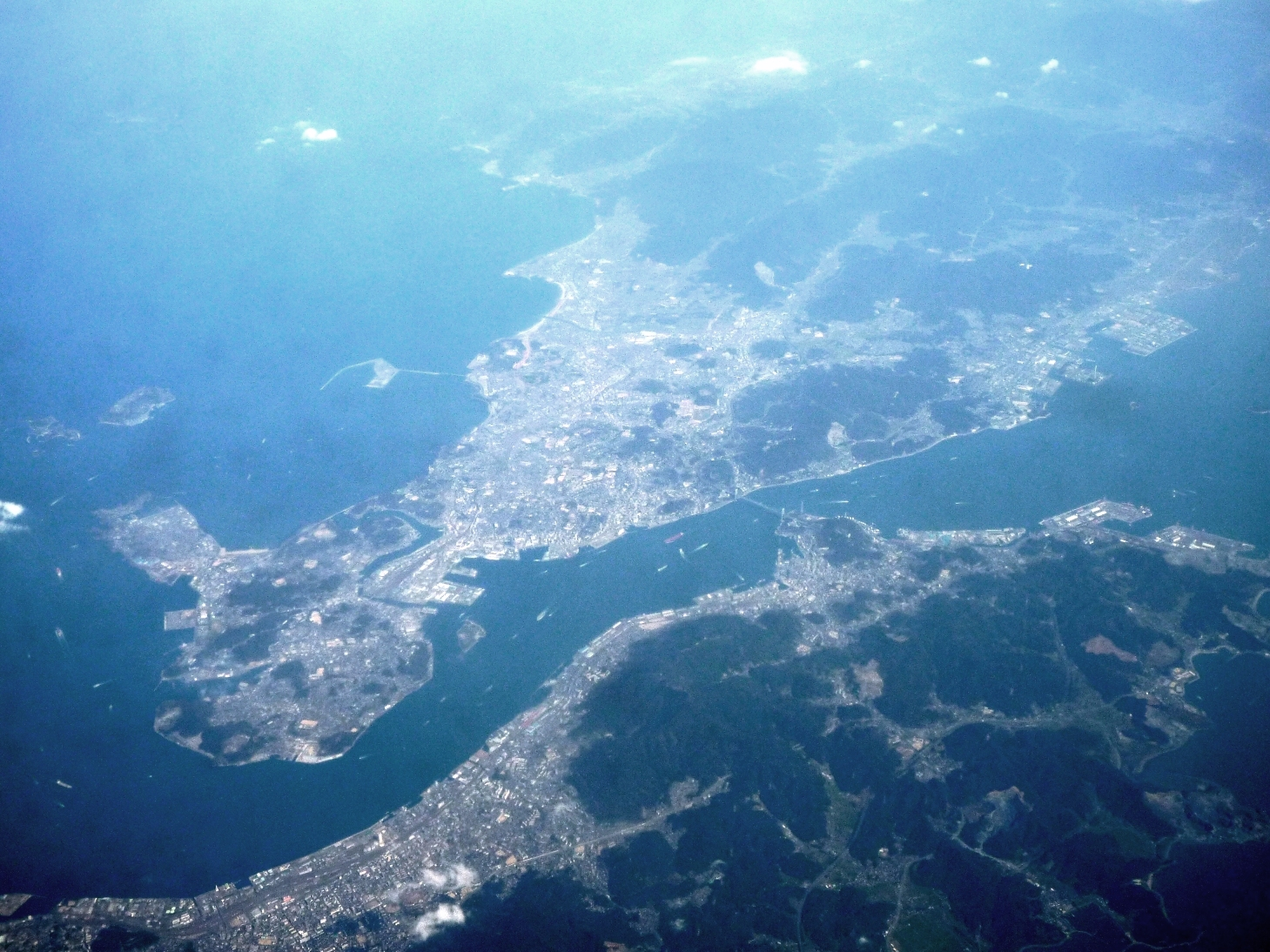
航空機内から撮影した関門海峡。上が下関市、下が北九州市門司区。

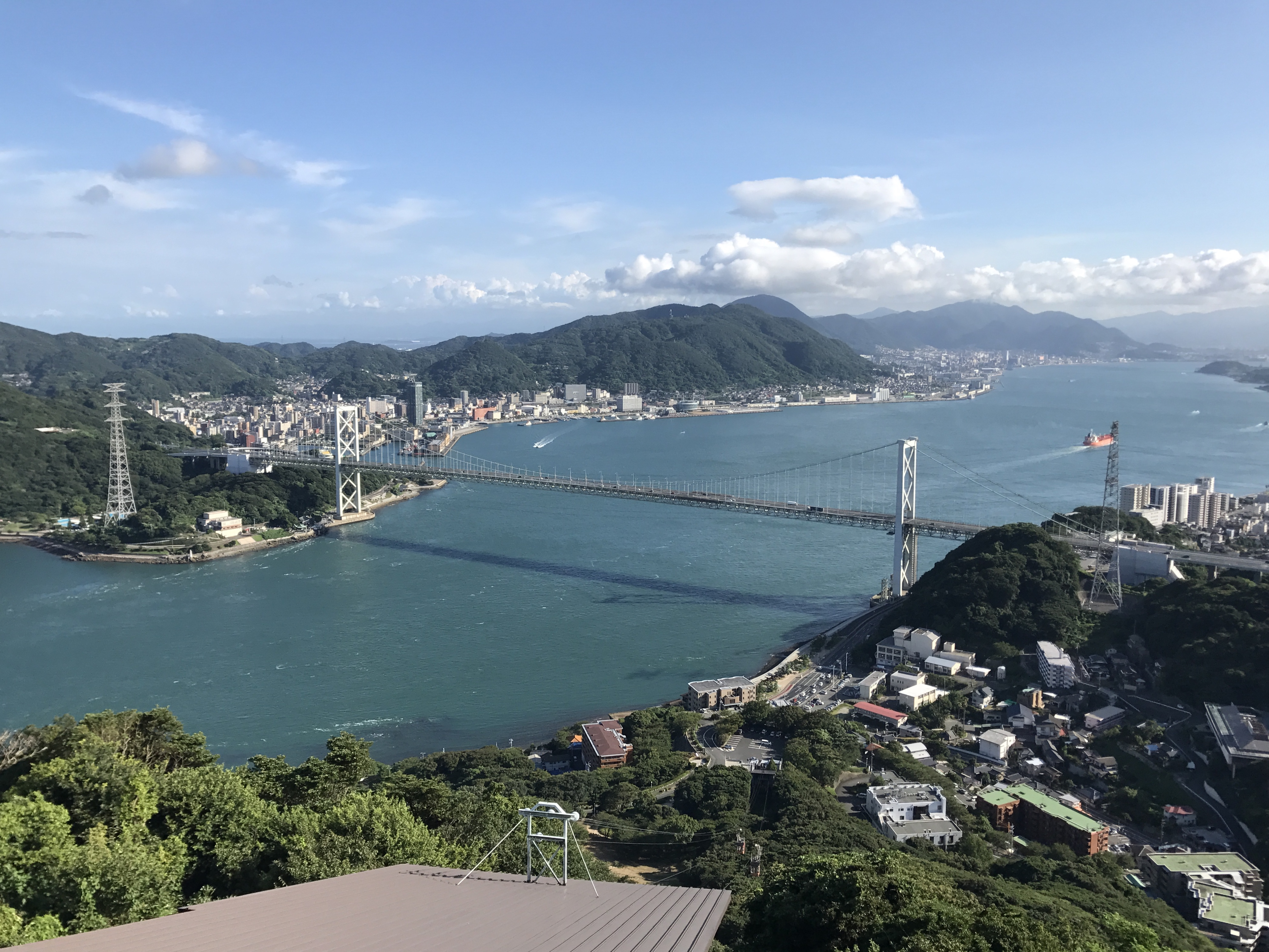
関門海峡を望む（火の山駅より撮影）

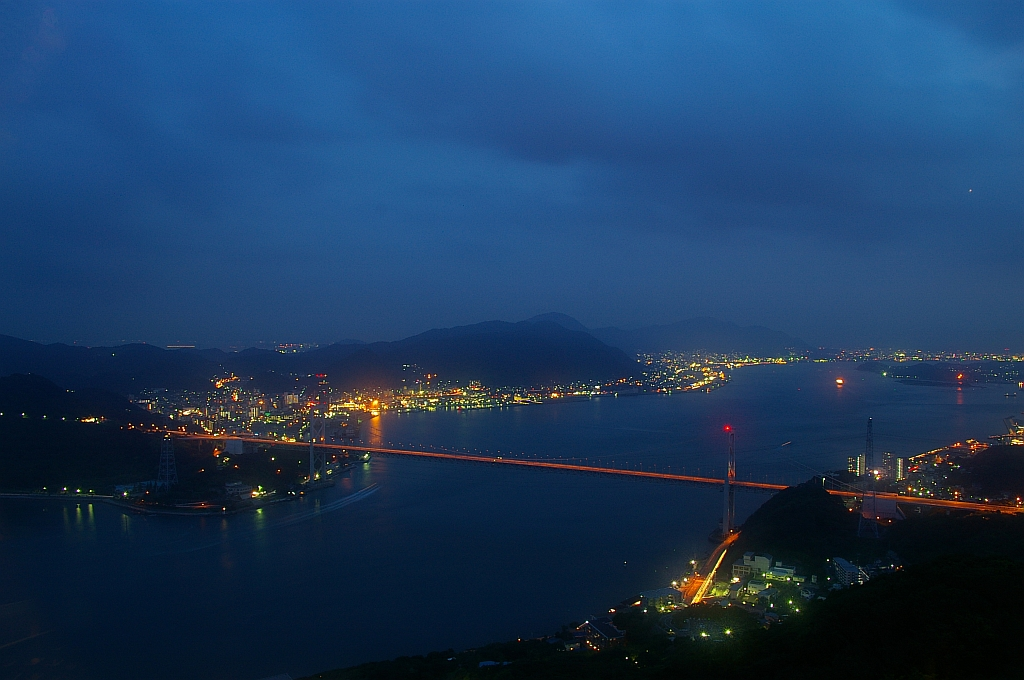
夜景（同上）

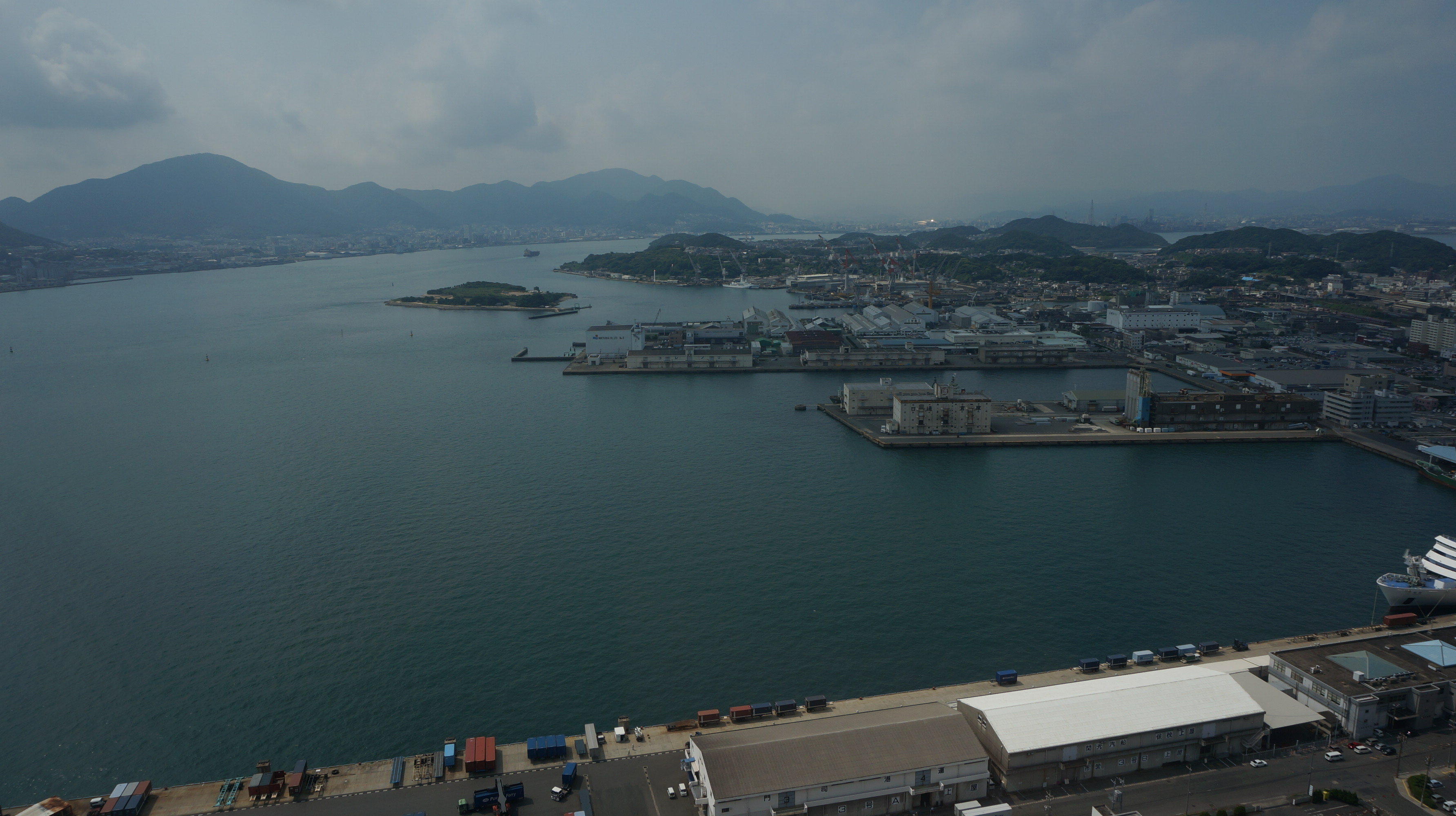
手前は下関港本港地区、その奥に三菱重工業下関造船所、造船所左は船島（巌流島）（海峡ゆめタワーから撮影）

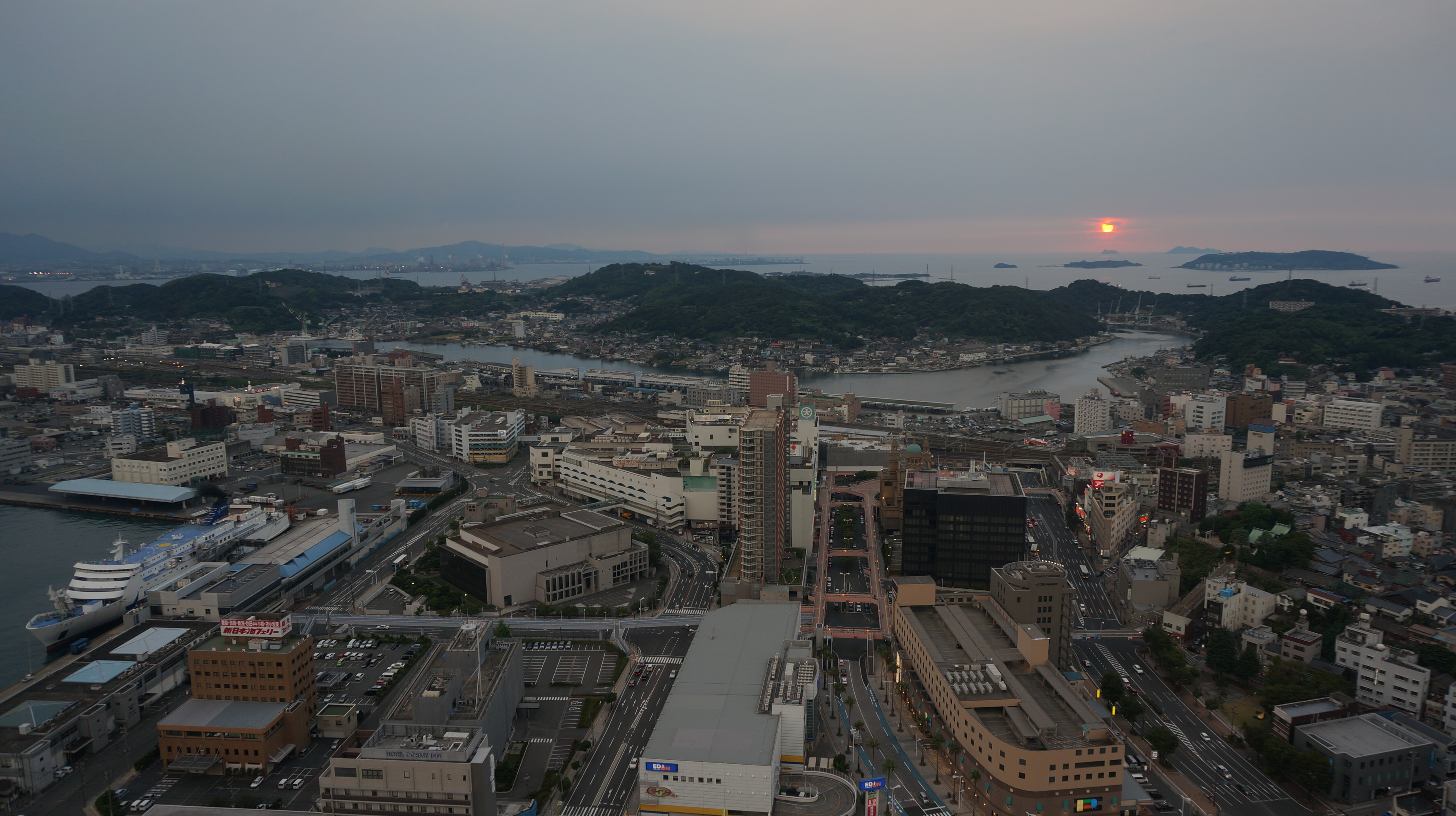
手前の水路は本州と彦島を隔てる小瀬戸、左奥に関門海峡を挟んで北九州市が見える（海峡ゆめタワーから撮影）

関門海峡（かんもんかいきょう）は、日本の本州（山口県下関市）と九州（福岡県北九州市）を隔てる海峡。西は響灘（日本海）、東は周防灘（瀬戸内海）に通じる。
2017年、山口県下関市と福岡県北九州市にまたがる42件が「関門“ノスタルジック”海峡〜時の停車場、近代化の記憶〜」として日本遺産に認定された。

## 呼称
本海峡の名称は両岸の地名である、馬関（現在の下関市）の「関」と、門司（現在の北九州市門司区）の「門」を取ったものである。他にも「穴戸海峡（あなとかいきょう）」や「馬関海峡（ばかんかいきょう）」や「下関海峡（しものせきかいきょう）」とも称されてきた。

## 地理
関門海峡付近は古くは陸地で最終氷期（約7万年前〜1万年前）の寒冷期に河川が発達し、後にこれらの河川が花崗閃緑岩の岩石を洗い流して窪地になった。さらに気候が温暖になり海水面が上昇したことで窪地に海水が入り込み海峡が出来上がった。
全長は六連島（下関市）から企救半島北東端の部埼（北九州市門司区）までの約28kmで、六連島灯台と部埼灯台がそれぞれ設置されている。彦島（下関市）と赤坂（北九州市小倉北区）および大里（北九州市門司区）の間に大瀬戸（おおせと）、壇ノ浦（下関市）と企救半島北西端の和布刈（北九州市門司区）の間に早鞆瀬戸（はやとものせと）という瀬戸がある。伊崎（下関市）と彦島の間にある小瀬戸（こせと）または小門（おど）という瀬戸は、下関漁港および下関港の修築工事に伴い1937年に締め切られた。
最深部は水深47m。最狭部は幅630mの早鞆瀬戸で、潮流は大潮で最大10ノットを超えることがある。

## 歴史
約6000年前に本州と九州が分断され、関門海峡が形成されたといわれる。
関門海峡は諸外国との関係では交流交易や防衛の拠点、国内交通では本州と九州の結節点、さらに日本海と瀬戸内海をつなぐ海上交通の要衝であり、しばしば歴史の舞台となってきた。

### 記紀
仲哀天皇元年 - 仲哀天皇が妻の神功皇后と九州の熊襲（くまそ）の平定のために関門海峡へ進軍。翌年、穴戸の国（長門国）に豊浦宮（御所）を置いた（今の忌宮神社の場所）。
仲哀天皇8年9月 - 仲哀天皇は神功皇后とともに熊襲征伐のため博多の香椎宮を訪れる。そこで、神懸かりした神功皇后から「新羅を攻めよと天照大神と住吉三神のお告げ（ご信託／託宣）を受けたものの、仲哀天皇は託宣を聞かずに熊襲征伐を行う。しかし、ご信託の通り天皇軍は敗北し撤退。さらに翌、仲哀天皇9年2月、仲哀天皇自身が筑紫で熊襲の矢に打たれ崩じた。遺体は武内宿禰により海路穴門（※当時は関門海峡の一部は繋がっており、そこに巨大な穴が空いていて潮が行き来していたという説がある）を通って豊浦宮で殯された。

### 下関戦争と関門海峡
1863年、攘夷を主張する長州藩は海峡に砲台や軍艦を配備し、5月にはアメリカ商船、フランス艦、オランダ艦などを砲撃した。長州藩はアメリカ艦やフランス艦から報復攻撃を受けたが海峡を封鎖し続けた。海峡が通行不能となり、さらに攘夷論の台頭を恐れたイギリスは、フランス、オランダ、アメリカとともに艦隊を組織し、1864年8月に集中攻撃を行い陸戦隊を上陸させて占領を行った。

### 第二次世界大戦と関門海峡
関門海峡周辺は1895年より下関要塞司令部が設置され下関要塞として関門海峡を、第二次世界大戦中には壱岐要塞、対馬要塞とともに朝鮮海峡全体を防衛していた。
太平洋戦争が進むにつれ、下関市吉見に下関海軍防備隊が置かれ、呉鎮守府の指揮を受け関門防備に当たることとされた。1940年に着工、1942年に完成。
太平洋戦争の末期にはアメリカ軍による飢餓作戦の一環として、B29による機雷敷設が行われた。日本近海に投下された機雷は推定1万1,000個とされ、そのうち半数近い約4,990個が関門海峡に集中的に投下されている。効果は抜群で、1945年3月には1日7万トンの船が通過していた海峡の通航量は、同年6月には1/40に減少した。それでも終戦までに113隻が触雷している。
終戦後も、連日のように輸送船などが触雷により沈没した。例えば8月21日に油槽船「第五共栄丸（1186トン）」、8月22日に輸送船「斗山丸（2064トン）」、8月23日に輸送船「明秀丸（6895トン）」、8月24日に回航中の「哨戒艇第104号（1008トン）」が触雷により沈没。
海軍は下関防備隊を下関掃海部として掃海隊を所属させ、航路啓開に努め、1945年11月に海軍が解隊した以後も復員省に属して存続し、作業は継続された。1948年1月に全国各地の掃海部が解隊した後も、下関掃海部だけは作業終了の見通しは立たなかったため存続させられた。
米軍は「機雷の電池寿命は1948年頃尽きると推定、以後その効力を失う」と日本政府に通告していたが、現実にはそれ以後も触雷事故が絶えず、米軍はその都度機雷の寿命見積を延長したため下関掃海部は解散することが出来ず、海上保安庁、海上自衛隊と所属は変わったが、海上自衛隊下関基地隊を基地として関門の掃海は継続された。
戦後の掃海作業は1960年代まで集中的に実施されたほか、2010年代においても浚渫工事などで散発的に見つかる機雷を自衛隊下関基地隊が処理している。現在も約1700個が未処理であると推定されている。
戦前・戦中の関門海峡については「下関要塞」も参照。

### 年表
- 約6000年前 - 本州と九州が分断され、海峡が形成される。
- 1185年（元暦2年/寿永4年）3月25日 - 壇ノ浦の戦いで安徳天皇が入水、平家一門が滅亡（治承・寿永の乱）。
- 1592年（文禄元年） - 文禄の役の際、大坂に戻る豊臣秀吉の乗船が座礁、明石（石井）与次兵衛が切腹（あるいは斬首）した。それ以降、この場所を与次兵衛ヶ瀬と呼ぶ。錦絵[11]や講談、歌舞伎[要出典]の題材になっており、シーボルトの著書に慰霊碑の絵が掲載されている。
- 1612年（慶長17年）5月13日 - 宮本武蔵と佐々木小次郎による巌流島での決闘が行われる。
- 1691年（元禄4年）2月17日 - オランダ商館長の江戸参府に同行してケンペルが関門海峡通過[12]。
- 1826年（文政9年）2月22日 - オランダ商館長の江戸参府に同行してシーボルトが関門海峡通過[13]。
- 1863年（文久03年）7月16日 - 長州藩が馬関海峡を通過するアメリカ合衆国商船に砲撃を開始、翌年5月の下関戦争（馬関戦争）の原因となる。
- 1895年（明治28年）4月17日 - 日清戦争の講和条約（下関条約）が海峡に面した割烹旅館「春帆楼」で調印。
- 1901年（明治34年）5月27日 - 山陽鉄道により関門連絡船の運航開始。
- 1910年（明治43年） - 内務省が関門海峡第1期改良工事に着手。
- 1921年（大正10年）12月2日 - 1万トン級の船としてはじめて日本郵船の箱根丸 (初代)が関門海峡通過（11月30日門司入港、12月2日出港）[14]。
- 1942年（昭和17年）11月15日 - 関門鉄道トンネルが開通。
- 1945年（昭和20年）3月27日から7月11日 - 第二次世界大戦中、アメリカ軍により機雷敷設（投下）が行われる（後述）。
- 1958年（昭和33年）3月9日 - 関門国道トンネルが供用を開始する。
- 1973年（昭和48年）11月14日 - 高速道路の関門橋が供用を開始する。
- 1974年（昭和49年）7月 - 関門航路が港湾法による開発保全航路に指定される。
- 1975年（昭和50年）3月10日 - 山陽新幹線の新関門トンネルが供用を開始する。
- 2017年（平成29年）山口県下関市と福岡県北九州市にまたがる42件が「関門“ノスタルジック”海峡[15]」〜時の停車場、近代化の記憶〜として日本遺産に認定される。

## 海上交通
関門海峡は古来、本州と九州、日本とアジア大陸を結ぶ重要航路であり続けてきた。近現代においても、工業地帯のある瀬戸内海沿岸と中国・韓国などとの往来に不可欠な航路である。1日に行き交う船は約1千隻、早鞆瀬戸を通過する船舶は1日約440隻。国土交通省九州地方整備局の推計によると、日本の港湾から輸出される年間貨物総量の13％（約3600万トン）が関門海峡を通る。陸上交通（トンネルおよび橋）の供用以降、交通の主流ではなくなったものの海峡を横断する連絡船は地域住民の足として存続し、観光需要に対応する運航もある。また、漁業も行われている。2020年代、1日約千隻の船が行き来すると言われる。
関門海峡はS字状に曲がり、六連島（むつれしま）から部埼（へさき）まで約28km（15海里）。航路幅は500～2,200メートル、最も狭い早鞆瀬戸の流速は約10ノットに達する。潮流は干満により1日4回向きを変える。
関門海峡を含む全長約50kmの関門航路は、全国に15箇所ある開発保全航路の一つに指定され、国土交通省九州地方整備局が整備を行なっている。2016年時点の航路の水深は12mで、船舶の大型化に対応するため2034年完了予定の水深14m化事業が行われている。浚渫（航行に支障になる堆積物の除去）と（事故等による）油回収に機動的に対応するために、専用の船舶である「海翔丸」が九州地方整備局関門航路事務所に配備されている。
海上保安庁により関門海峡海上交通センター（関門マーチス）が設置され（海上交通センターは日本国内に7箇所）、船舶交通の情報収集・監視、船舶への情報提供・勧告・指示等により関門海峡の航行を支援している。
潮流の状況（流向、流速、今後の傾向）はインターネット及び潮流信号所（部埼、火ノ山下、台場鼻）の電光表示板により情報提供される。潮流放送およびテレホンサービスは2022年12月16日に廃止された。また、早鞆信号所の電光表示板では狭い早鞆瀬戸での行合いの注意喚起として、10,000総トン（油送船については3,000総トン）以上の船の運航情報を提供している。
一部区域を除き、通峡船は10,000総トン以上、出入港船は3,000総トン以上または危険物を積載する300総トン以上において水先人の乗船が義務付けられる。内航定期旅客船や防衛省艦船等の水先人乗船は義務付けられていない。

### 海難事故
屈曲や潮流の速さから、事故が多い航路である。
2008年10月から2009年12月のあいだに運輸安全委員会の調査対象となった関門海峡での事故40件のうち最も多かったのは乗揚17件（42.5％）、次いで衝突10件（25％）だった。
なお、太平洋戦争中に4500発の機雷が投下され、160隻が沈没した。2013年6月、その機雷の一つが発見され、爆破処理された。

#### 秀吉御座船の座礁（1592年）
乗揚事故の例として古くは、1592年の文禄の役の折、豊臣秀吉が名護屋城から大坂に向かう中、関門海峡で船が座礁し、船頭の明石与次兵衛が切腹した（または斬首となった）事故がある。与次兵衛瀬（または与次兵衛ヶ瀬、与次兵衛岩）と呼ばれるようになったこの岩礁は、長年の工事により昭和初期に除去された。シーボルト著「日本」に与次兵衛瀬の挿絵がある。巌流島と与次兵衛瀬の間を舟で通った際、川原慶賀にスケッチさせ、これをもとに欧州の画家に下絵を描かせたものである。

#### 貨物船の乗揚（2018年）
明治以降浚渫が進められたが航路外の水深は浅い。2018年1月22日22:07頃、巌流島の北にあるコシキ瀬と呼ばれる領域で、下関本港を出港後、航路に入るため旋回中の貨物船聖嶺（しょうれい、749総トン）が水深1.9mの浅瀬に乗り揚げる事故が発生している。

#### コンテナ船と護衛艦の衝突・炎上（2009年）
衝突の例としては、2009年10月27日、早鞆瀬戸で護衛艦くらま（5,200トン）とコンテナ船カリナ・スター（CARINA STAR、7,401総トン）が衝突、火災が発生し、関門港内全域で航行禁止となった事故がある。この事故では、海上交通センターの運用管制官が、先行する速度の遅い貨物船クイーン・オーキッド（QUEEN ORCHD、9,046総トン）にカリナ・スターが追いつく位置の予想を誤り、左側を追い越せとアドバイスした。これをカリナ・スターがアドバイスではなくオーダーと捉え、狭い早鞆瀬戸で左舵をとったところ逆潮により大きく左転、航路の中央線を越えた。また、護衛艦くらまはAISの発信をしていなかった。この事故後、海上保安庁は早鞆瀬戸での追い越しに関する運用マニュアルを改定し、防衛省はAIS運用方針の改定を行った。

#### 貨物船の衝突・沈没（1997年）
海峡の幅が広い区域においても衝突事故は発生している。西に向かう船は早鞆瀬戸を抜けたのち、岬之町沖で左に屈曲して巌流島の東を通過する。このとき屈曲する航路の内側をショートカットし、右側通行の航路中央線の左側に逸脱、つまり東へ向かう船の航路に入ることがある。1997年11月11日23時39分、西航中の貨物船チューハイ（CHU HAI、2,387総トン）が東航中の貨物船エイジアンハイビスカス（ASIAN HIBISCUS、7,170総トン）と衝突した事故はこのケースである。沈没したチューハイが船主責任保険未加入であったため引き揚げ作業は翌年1998年5月開始、完了は1998年7月まで掛かり、1997年12月に東航船が沈没船に衝突する事故も発生した。事故後の対策として、東に向かう航路については浚渫により航路を広げ灯浮標を追加、西に向かう航路については彦島導灯の設置が行われた。

#### 灯浮標への衝突
船と灯浮標（ブイ）の衝突もある。2008年から2013年までの灯浮標と船舶の衝突事故は13件、件数は増加傾向にある。二次災害を招く要因にもなることから、2012年以降第七管区海上保安本部は複数回の注意喚起発出や、接触事故の多い灯浮標の位置変更を行っている。

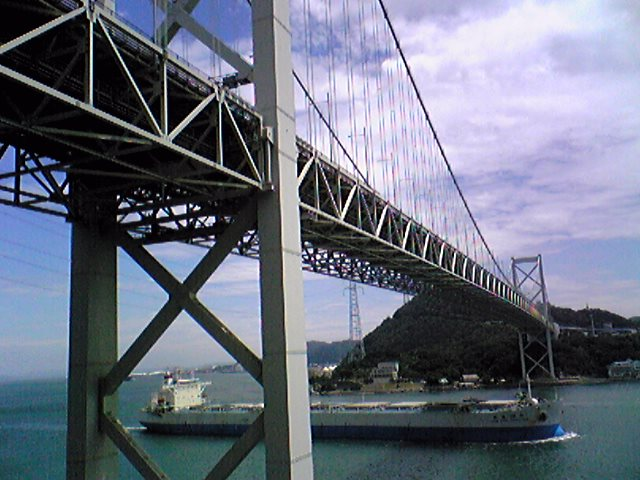
関門橋の下を航行する船
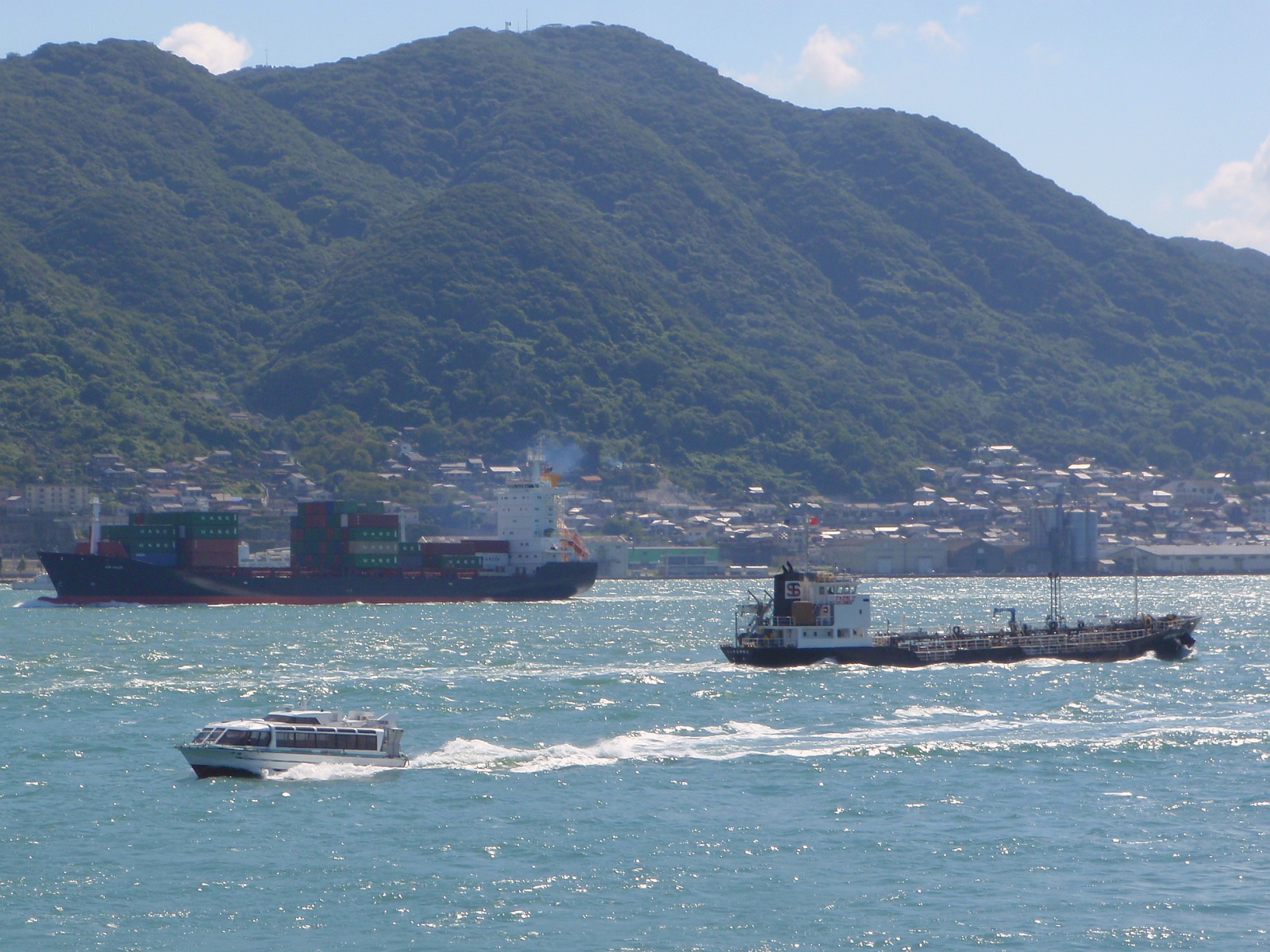
海峡を横断する連絡船（左下）は行き交う大型船の間を縫って航行する。
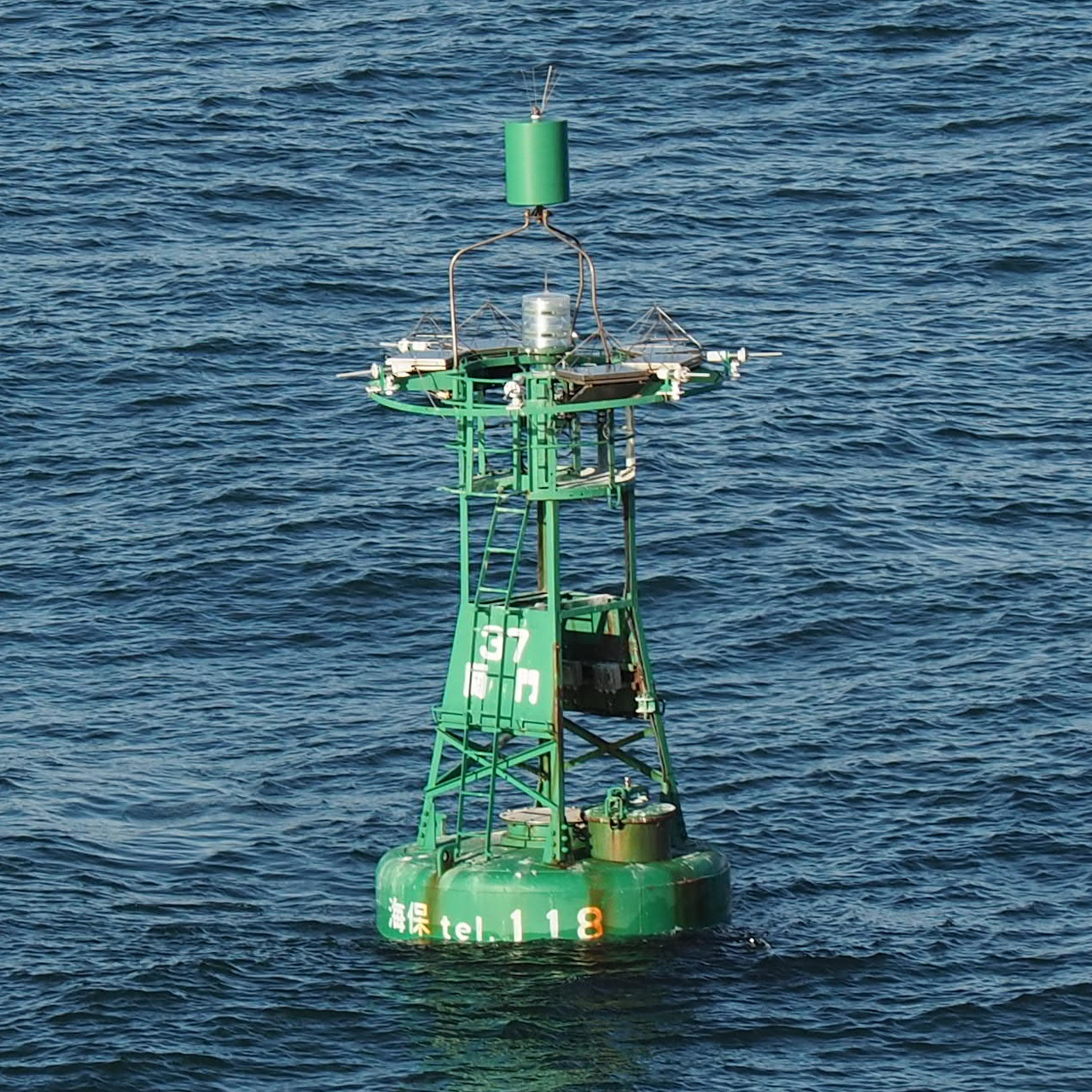
灯浮標（ブイ）。衝突した船にペイントを噴射するマーキング装置のノズルが灯器周囲に放射状に伸びる。
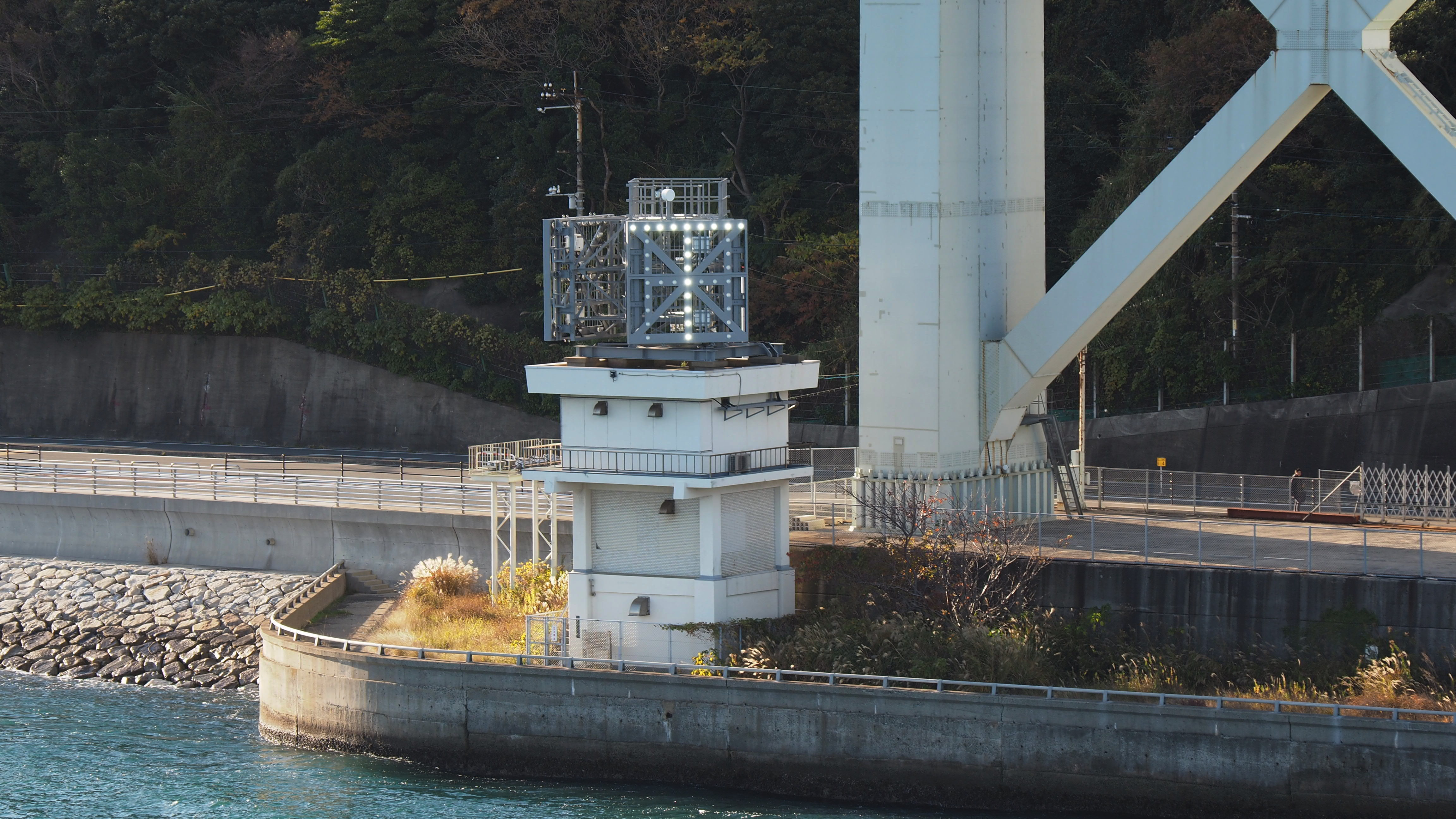
早鞆信号所。10,000総トン（油送船については3,000総トン）以上の船があるとき、東への航行を「H」、西への航行を「T」で示す。

## 陸上交通

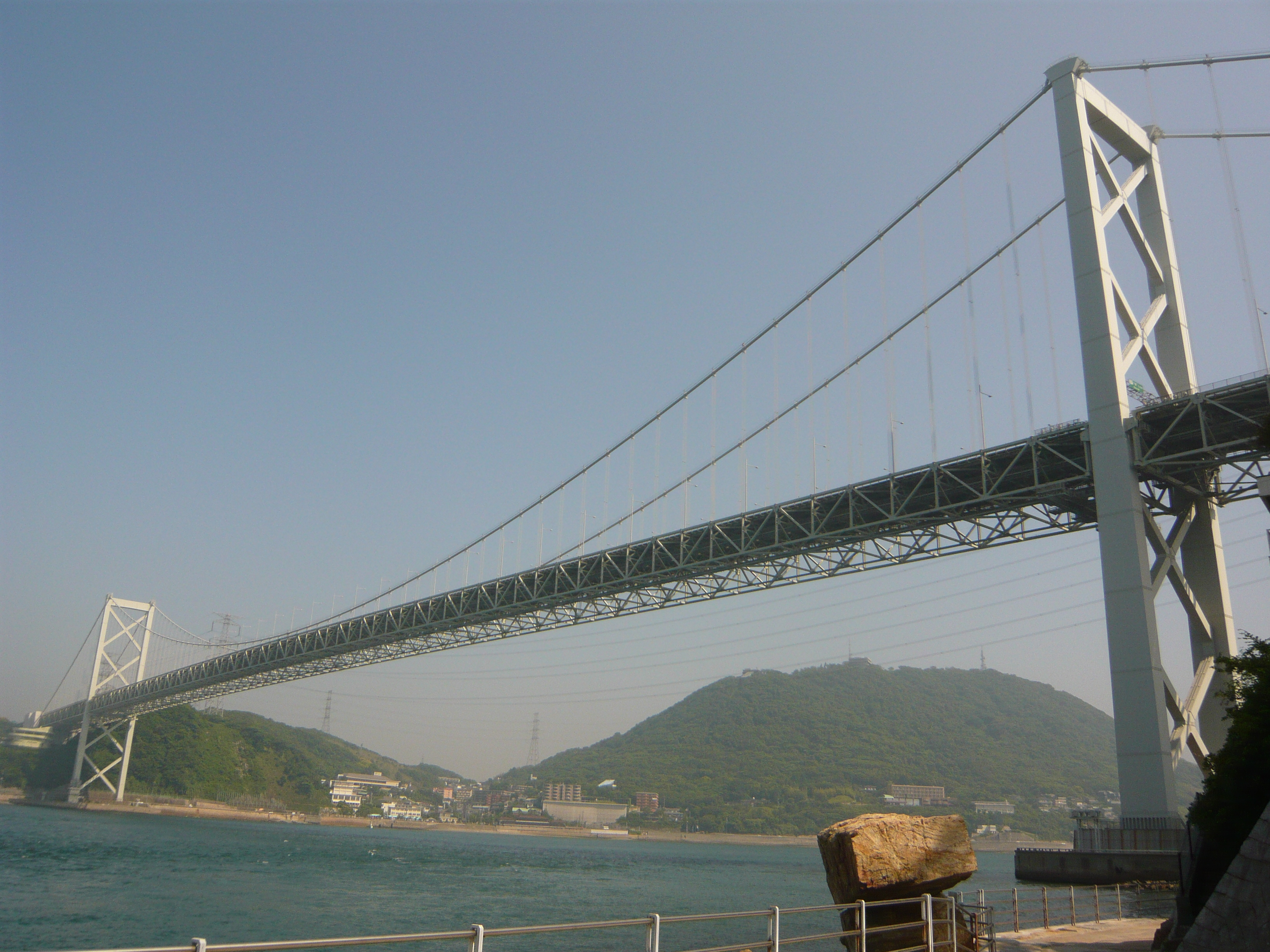
陸上交通の一端を担う関門橋

1942年に鉄道トンネル、1958年に国道2号のトンネルが開通した。狭い海峡であるため比較的古くから海底トンネルや橋が整備され、現在、海底トンネル3本、橋1本の合わせて4本のトンネルと橋梁が本州と九州をつないでいる。鉄道や自動車による頻繁な往来により海峡両岸は強く結びつけられ、下関市と北九州市ならびに両市の周辺地域は、海峡を跨いだ「関門都市圏」と呼ばれる一つの都市圏を形成している。
一方、本州と九州を結ぶ鉄道・道路は関門海峡以外にないため、災害や事故により鉄道・道路が使用できなくなると影響は大きい。下関北九州道路の建設計画もある。
- 関門トンネル
  - 関門国道トンネル - 一般国道（国道2号、歩行者用トンネルも設置）
  - 関門鉄道トンネル - 在来線（山陽本線）
  - 新関門トンネル - 新幹線（山陽新幹線）
- 関門橋 - 関門自動車道（高速自動車国道）

### 事故
国道2号関門トンネルでは、交通事故が発生すると通行止めとなることがあり、この場合は関門橋が迂回路となる。また、関門橋は、強風などの気象条件により通行止めや速度規制が行われることがある。また、関門鉄道トンネル内で車両故障が発生したことにより同トンネルが不通となる事例や、当該列車内の乗客が長時間にわたり閉じ込められる事例が発生している。また、関門トンネルの大規模工事による長期通行止めの際に、台風等により関門橋が通行止めになったり、鉄道が運転見合わせになることによって、九州地方が事実上"孤立"状態になることもある。
- 1953年6月28日 - 梅雨前線の影響で大雨となり、関門鉄道トンネルが水没した（昭和28年西日本水害）。死傷者は発生しなかったが、門司駅と下関駅の間は21日間にわたって不通となった（このときは、まだ運航していた国鉄関門連絡船が輸送を担った）。
- 2005年3月20日 - 福岡県西方沖地震で北九州市で震度5弱、下関市で震度4の強い地震が発生したことから、海峡を横断するすべての陸上交通（関門鉄道トンネル・新関門トンネル・関門橋）が一時不通となった。なお、同年4月20日には同地震の最大余震となる震度4の地震が発生し、本震よりは影響は少なかったものの、下関と門司の間を結ぶ列車のダイヤが乱れた。
- 2006年1月7日 - 下関駅が放火され、駅舎が全焼する。駅の通信設備も被害を受け、門司駅を発着する山陽本線の列車が小月駅までの間で不通となったほか、同線および日豊本線・鹿児島本線でもダイヤの乱れなどを発生させた。不通となった期間はバス代行輸送が行われ、2日後の1月9日に復旧した。

## 唱歌
1900年（明治33年）に発表された大和田建樹作詞の『鉄道唱歌』第2集山陽九州編では、門司・下関と関門海峡を26番から30番までの5番で歌いこんでいる。なおこの当時山陽本線は私設鉄道の山陽鉄道の路線であり、さらには路線も下関まで開業しておらず三田尻駅（今の防府駅）が終点で、九州へ本州から渡る客はその手前の徳山駅から航路で門司に出ていた。
- 26.少しくあとに立ちかえり 徳山港を船出して 二十里ゆけば豊前なる 門司の港につきにけり
- 27.向（むかい）の岸は馬関にて 海上わずか二十町 瀬戸内海（うちうみ）の咽首を しめてあつむる船の数
- 28.朝（あした）の帆影夕烟 西北さしてゆく船は 鳥も飛ばぬと音にきく 玄海洋（なだ）やわたるらん
- 29.満ち引く汐も早鞆の 瀬戸と呼ばるる此（この）海は 源平両氏の古戦場 壇の浦とはこれぞかし
- 30.世界にその名いと高き 馬関条約結びたる 春帆楼の跡といて 昔しのぶもおもしろや